# Why Can’t This Be Love
«Why Can't This Be Love» (с англ. — «Почему это не может быть любовью») — двадцать второй в общем и первый с альбома 5150 сингл американской рок-группы Van Halen, вышедший 26 марта 1986 года на лейбле Warner Bros..

## Список композиций
- 7" (номер в каталоге Warner Bros. Records — 7-28740)[1]

| №  | Название                 | Длительность |
| -- | ------------------------ | ------------ |
| 1. | «Why Can't This Be Love» | 3:45         |

| №  | Название | Длительность |
| -- | -------- | ------------ |
| 1. | «Get Up» | 4:35         |

## Участники записи
- Сэмми Хагар — вокал, электрогитара
- Эдди Ван Хален — электрогитара, клавишные, бэк-вокал
- Майкл Энтони — бас-гитара, бэк-вокал
- Алекс Ван Хален — ударные, перкуссия

## Позиции в чартах
| Чарт (1986)           | Высшая позиция |
| --------------------- | -------------- |
| Австралия             | 8              |
| Великобритания        | 8              |
| Ирландия              | 8              |
| Нидерланды            | 15             |
| Новая Зеландия        | 32             |
| США (Hot 100)         | 3              |
| США (Top Rock Tracks) | 1              |
| ФРГ                   | 8              |